# Chemnitzer Fußballclub 2010-2011
Questa voce raccoglie le informazioni riguardanti il Chemnitzer Fußballclub nelle competizioni ufficiali della stagione 2010-2011.

## Stagione
Nella stagione 2010-2011 il Chemnitz, allenato da Gerd Schädlich, concluse il campionato di Regionalliga nord al 1º posto e fu promosso in 3. Liga. In Coppa di Germania il Chemnitz fu eliminato al secondo turno dallo Stoccarda.

## Rosa
| N. |                     | Ruolo | Calciatore          |
| -- | ------------------- | ----- | ------------------- |
| 1  | Germania (bandiera) | P     | Philipp Pentke      |
| 2  | Germania (bandiera) | C     | Kevin Hampf         |
| 3  | Germania (bandiera) | D     | Silvio Bankert      |
| 4  | Germania (bandiera) | D     | René Gewelke        |
| 5  | Germania (bandiera) | C     | Jörg Emmerich       |
| 7  | Germania (bandiera) | C     | Ronny Garbuschewski |
| 8  | Germania (bandiera) | C     | Carsten Sträßer     |
| 9  | Germania (bandiera) | A     | Romas Dressler      |
| 10 | Germania (bandiera) | A     | Benjamin Förster    |
| 13 | Germania (bandiera) | C     | Christian Fröhlich  |
| 14 | Germania (bandiera) | C     | Marcel Schlosser    |
| 15 | Germania (bandiera) | D     | Chris Löwe          |

| N. |                      | Ruolo | Calciatore        |
| -- | -------------------- | ----- | ----------------- |
| 17 | Germania (bandiera)  | C     | Matthias Peßolat  |
| 18 | Germania (bandiera)  | D     | Marcel Baude      |
| 19 | Germania (bandiera)  | D     | Kevin Vietz       |
| 21 | Germania (bandiera)  | D     | Marcel Wilke      |
| 22 | Germania (bandiera)  | P     | Sebastian Klömich |
| 23 | Germania (bandiera)  | A     | Tobias Kurbjuweit |
| 24 | Germania (bandiera)  | C     | Simon Tüting      |
| 25 | Germania (bandiera)  | D     | Raphael Schaschko |
| 27 | Germania (bandiera)  | D     | René Trehkopf     |
| 28 | Germania (bandiera)  | D     | Andreas Richter   |
| 30 | Germania (bandiera)  | P     | Stefan Schmidt    |
| 33 | Rep. Ceca (bandiera) | A     | Pavel Dobrý       |

## Organigramma societario
Area tecnica
- Allenatore: Gerd Schädlich
- Allenatore in seconda: Torsten Bittermann, Kay-Uwe Jendrossek
- Preparatore dei portieri:
- Preparatori atletici:
- Analisi video:

## Calciomercato

### Sessione estiva
| Acquisti | Acquisti           | Acquisti          | Acquisti |
| R.       | Nome               | da                | Modalità |
| -------- | ------------------ | ----------------- | -------- |
| A        | Pavel Dobrý        | Dinamo Dresda     |          |
| D        | Silvio Bankert     | Magdeburgo        |          |
| A        | Romas Dressler     | Wuppertal         |          |
| C        | Christian Fröhlich | Kickers Offenbach |          |
| D        | René Gewelke       | Magdeburgo        |          |
| D        | Raphael Schaschko  | Unterhaching      |          |
| C        | Carsten Sträßer    | Carl Zeiss Jena   |          |
| D        | Kevin Vietz        | Chemnitz U19      |          |

| Cessioni | Cessioni         | Cessioni               | Cessioni |
| R.       | Nome             | a                      | Modalità |
| -------- | ---------------- | ---------------------- | -------- |
| C        | Tobias Becker    | Magdeburgo             |          |
| C        | Marc Benduhn     | Chemnitz II            |          |
| C        | Benjamin Boltze  | Hallescher             |          |
| A        | David Jansen     | Paderborn              |          |
| P        | Enrico Keller    | Budissa Bautzen        |          |
| D        | Jörn Nowak       | Siegen                 |          |
| D        | Julius Reinhardt | Eintracht Braunschweig |          |
| D        | Sascha Thönelt   | Plauen                 |          |
| C        | Vit Vrtělka      | Ústí nad Labem         |          |

### Sessione invernale
| Acquisti | Acquisti          | Acquisti        | Acquisti |
| R.       | Nome              | da              | Modalità |
| -------- | ----------------- | --------------- | -------- |
| A        | Tobias Kurbjuweit | Carl Zeiss Jena |          |

| Cessioni | Cessioni | Cessioni | Cessioni |
| R.       | Nome     | a        | Modalità |
| -------- | -------- | -------- | -------- |

## Risultati

### Regionalliga

#### Girone di andata
| Arbitro: | Sippel |

|             |           |                    |
| Petrick 18’ | Marcatori | 25’ (rig.) Richter |

| Arbitro: | Skorczyk |

|                                   |           |                |
| Sträßer 16’ Förster 33’ Hampf 83’ | Marcatori | 15’ Nonnenmann |

| Arbitro: | Hösel |

|  |           |                   |
|  | Marcatori | 38’ Garbuschewski |

| Arbitro: | Pflaum |

|         |           |  |
| Löwe 9’ | Marcatori |  |

| Arbitro: | Meyer |

|  |           |             |
|  | Marcatori | 85’ Förster |

| Arbitro: | Leicher |

|                                                             |           |  |
| Wilke 15’ Garbuschewski 22’ Förster 45’, 50’, 55’ Hampf 78’ | Marcatori |  |

| Arbitro: | Müller |

|                                                     |           |  |
| Fröhlich 3’ Förster 19’, 38’, 48’ Garbuschewski 84’ | Marcatori |  |

| Arbitro: | Helwig |

|  |           |                          |
|  | Marcatori | 31’ Förster 60’ Fröhlich |

| Arbitro: | Färber |

|               |           |  |
| Schlosser 41’ | Marcatori |  |

| Arbitro: | Bartsch |

|           |           |                                 |
| Fuchs 83’ | Marcatori | 43’ Garbuschewski 70’ Schlosser |

| Arbitro: | Trautmann |

|  |           |                       |
|  | Marcatori | 67’ Sykora 90’ Heider |

| Arbitro: | Stein |

|            |           |                                                      |
| Verkic 35’ | Marcatori | 2’, 86’ Förster 28’, 78’ Dobrý 59’ Wilke 82’ Richter |

| Arbitro: | Zacher |

|                                                    |           |  |
| Förster 22’, 44’, 54’, 58’, 86’ Richter 56’ (rig.) | Marcatori |  |

| Arbitro: | Hinrichs |

|           |           |                                                   |
| Bärje 83’ | Marcatori | 26’, 66’ Dobrý 48’ Förster 61’ Löwe 86’ Schlosser |

| Arbitro: | Schwermer |

|                                         |           |            |
| Förster 38’ Garbuschewski 46’ Dobrý 78’ | Marcatori | 73’ Ailton |

| Arbitro: | Aytekin |

|             |           |           |
| Frommer 69’ | Marcatori | 49’ Dobrý |

| Arbitro: | Brand |

|               |           |          |
| Schlosser 85’ | Marcatori | 65’ Klos |

#### Girone di ritorno
| Arbitro: | Siebert |

|                          |           |             |
| Trehkopf 24’ Förster 90’ | Marcatori | 51’ Paulick |

| Arbitro: | Rohde |

|                            |           |  |
| Kargbo 33’ Torunarigha 83’ | Marcatori |  |

| Arbitro: | Hofmann |

|                                         |           |                        |
| Tüting 21’ Wilke 67’ Schlosser 79’, 87’ | Marcatori | 32’ Schwarz 82’ Hebler |

| Arbitro: | Gräfe |

|  |           |                                                  |
|  | Marcatori | 37’, 54’ Schlosser 70’ Garbuschewski 87’ Förster |

| Chemnitz 26 febbraio 2011, ore 13:30 CET 22ª giornata | Chemnitz   | 0 – 0 referto | Hallescher | Stadion an der Gellertstraße (4 512 spett.)\| Arbitro: \| Wingenbach \| |
| Arbitro:                                              | Wingenbach |               |            |                                                                         |

| Lubecca 5 marzo 2011, ore 13:30 CET 23ª giornata | Lubecca   | 0 – 0 referto | Chemnitz | Stadion an der Lohmühle (5 646 spett.)\| Arbitro: \| Gagelmann \| |
| Arbitro:                                         | Gagelmann |               |          |                                                                   |

| Arbitro: | Börner |

|  |           |                               |
|  | Marcatori | 34’ Förster 61’ Garbuschewski |

| Arbitro: | Müller |

|                                        |           |  |
| Bankert 23’ Löwe 75’, 89’ Dressler 87’ | Marcatori |  |

| Arbitro: | Günsch |

|                          |           |                                |
| Calamita 33’ (rig.), 73’ | Marcatori | 79’ Dressler 90’ Garbuschewski |

| Arbitro: | Gorniak |

|                                |           |                          |
| Förster 22’ (rig.) Peßolat 25’ | Marcatori | 37’ Fuchs 87’ Burmeister |

| Arbitro: | Schmitz |

|  |           |                       |
|  | Marcatori | 73’ Dobrý 77’ Förster |

| Arbitro: | Valentin |

|                                                 |           |  |
| Richter 8’ (rig.) Förster 12’ Garbuschewski 70’ | Marcatori |  |

| Arbitro: | Siebert |

|                                |           |                                                      |
| Groß 3’ Kazior 58’ (rig.), 79’ | Marcatori | 5’ (rig.) Richter 9’ Bankert 21’ Schlosser 42’ Dobrý |

| Arbitro: | Beitinger |

|                    |           |  |
| Richter 65’ (rig.) | Marcatori |  |

| Arbitro: | Schmickartz |

|               |           |                               |
| Burdenski 57’ | Marcatori | 58’ Richter 88’ Garbuschewski |

| Arbitro: | Schalk |

|             |           |  |
| Förster 46’ | Marcatori |  |

| Arbitro: | Stein |

|  |           |                                               |
|  | Marcatori | 14’, 28’ Bankert 55’ Garbuschewski 85’ Tüting |

### Coppa di Germania
| Arbitro: | Zwayer |

|            |           |  |
| Richter 5’ | Marcatori |  |

| Arbitro: | Perl |

|             |           |                        |
| Förster 73’ | Marcatori | 79’, 106’, 118’ Harnik |

## Statistiche

### Statistiche di squadra
| Competizione      | Punti | In casa | In casa | In casa | In casa | In casa | In casa | In trasferta | In trasferta | In trasferta | In trasferta | In trasferta | In trasferta | Totale | Totale | Totale | Totale | Totale | Totale | DR  |
| Competizione      | Punti | G       | V       | N       | P       | Gf      | Gs      | G            | V            | N            | P            | Gf           | Gs           | G      | V      | N      | P      | Gf     | Gs     | DR  |
| ----------------- | ----- | ------- | ------- | ------- | ------- | ------- | ------- | ------------ | ------------ | ------------ | ------------ | ------------ | ------------ | ------ | ------ | ------ | ------ | ------ | ------ | --- |
| Regionalliga nord | 82    | 17      | 13      | 3       | 1       | 43      | 10      | 17           | 12           | 4            | 1            | 39           | 13           | 34     | 25     | 7      | 2      | 82     | 23     | +59 |
| Coppa di Germania | -     | 2       | 1       | 0       | 1       | 2       | 3       | 0            | 0            | 0            | 0            | 0            | 0            | 2      | 1      | 0      | 1      | 2      | 3      | -1  |
| Totale            | 82    | 19      | 14      | 3       | 2       | 45      | 13      | 17           | 12           | 4            | 1            | 39           | 13           | 36     | 26     | 7      | 3      | 84     | 26     | +58 |

### Andamento in campionato
| Giornata  | 1 | 2 | 3 | 4 | 5 | 6 | 7 | 8 | 9 | 10 | 11 | 12 | 13 | 14 | 15 | 16 | 17 | 18 | 19 | 20 | 21 | 22 | 23 | 24 | 25 | 26 | 27 | 28 | 29 | 30 | 31 | 32 | 33 | 34 |
| --------- | - | - | - | - | - | - | - | - | - | -- | -- | -- | -- | -- | -- | -- | -- | -- | -- | -- | -- | -- | -- | -- | -- | -- | -- | -- | -- | -- | -- | -- | -- | -- |
| Luogo     | T | C | T | C | T | C | C | T | C | T  | C  | T  | C  | T  | C  | T  | C  | C  | T  | C  | T  | C  | T  | T  | C  | T  | C  | T  | C  | T  | C  | T  | C  | T  |
| Risultato | N | V | V | V | V | V | V | V | V | V  | P  | V  | V  | V  | V  | N  | N  | V  | P  | V  | V  | N  | N  | V  | V  | N  | N  | V  | V  | V  | V  | V  | V  | V  |
| Posizione | 9 | 3 | 4 | 2 | 1 | 1 | 1 | 1 | 1 | 1  | 1  | 1  | 1  | 1  | 1  | 1  | 1  | 1  | 1  | 1  | 1  | 1  | 1  | 1  | 1  | 1  | 1  | 1  | 1  | 1  | 1  | 1  | 1  | 1  |

Legenda:

Luogo: C = Casa; T = Trasferta. Risultato: V = Vittoria; N = Pareggio; P = Sconfitta.

### Statistiche dei giocatori
| Giocatore        | Regionalliga nord | Regionalliga nord | Regionalliga nord | Regionalliga nord | Coppa di Germania | Coppa di Germania | Coppa di Germania | Coppa di Germania | Totale   | Totale | Totale      | Totale     |
| Giocatore        | Presenze          | Reti              | Ammonizioni       | Espulsioni        | Presenze          | Reti              | Ammonizioni       | Espulsioni        | Presenze | Reti   | Ammonizioni | Espulsioni |
| ---------------- | ----------------- | ----------------- | ----------------- | ----------------- | ----------------- | ----------------- | ----------------- | ----------------- | -------- | ------ | ----------- | ---------- |
| S. Bankert       | 23                | 4                 | 1                 | 0                 | 0                 | 0                 | 0                 | 0                 | 23       | 4      | 1           | 0          |
| M. Baude         | 1                 | 0                 | 0                 | 0                 | 0                 | 0                 | 0                 | 0                 | 1        | 0      | 0           | 0          |
| P. Dobrý         | 30                | 8                 | 0                 | 0                 | 1                 | 0                 | 0                 | 0                 | 31       | 8      | 0           | 0          |
| R. Dressler      | 8                 | 2                 | 1                 | 0                 | 1                 | 0                 | 0                 | 0                 | 9        | 2      | 1           | 0          |
| J. Emmerich      | 2                 | 0                 | 0                 | 0                 | 0                 | 0                 | 0                 | 0                 | 2        | 0      | 0           | 0          |
| C. Fröhlich      | 30                | 2                 | 1                 | 0                 | 2                 | 0                 | 1                 | 0                 | 32       | 2      | 2           | 0          |
| B. Förster       | 32                | 25                | 4                 | 0                 | 2                 | 1                 | 1                 | 0                 | 34       | 26     | 5           | 0          |
| R. Garbuschewski | 33                | 11                | 2                 | 0                 | 2                 | 0                 | 1                 | 0                 | 35       | 11     | 3           | 0          |
| R. Gewelke       | 1                 | 0                 | 0                 | 0                 | 0                 | 0                 | 0                 | 0                 | 1        | 0      | 0           | 0          |
| K. Hampf         | 12                | 2                 | 2                 | 0                 | 2                 | 0                 | 0                 | 0                 | 14       | 2      | 2           | 0          |
| S. Klömich       | 0                 | 0                 | 0                 | 0                 | 0                 | 0                 | 0                 | 0                 | 0        | 0      | 0           | 0          |
| T. Kurbjuweit    | 3                 | 0                 | 0                 | 0                 | 0                 | 0                 | 0                 | 0                 | 3        | 0      | 0           | 0          |
| C. Löwe          | 34                | 4                 | 3                 | 0                 | 2                 | 0                 | 0                 | 0                 | 36       | 4      | 3           | 0          |
| P. Pentke        | 21                | 0                 | 0                 | 0                 | 2                 | 0                 | 0                 | 0                 | 23       | 0      | 0           | 0          |
| M. Peßolat       | 31                | 1                 | 5                 | 0                 | 2                 | 0                 | 0                 | 0                 | 33       | 1      | 5           | 0          |
| A. Richter       | 31                | 7                 | 3                 | 1                 | 2                 | 1                 | 0                 | 1                 | 33       | 8      | 3           | 2          |
| R. Schaschko     | 29                | 0                 | 0                 | 0                 | 2                 | 0                 | 1                 | 0                 | 31       | 0      | 1           | 0          |
| M. Schlosser     | 31                | 9                 | 1                 | 0                 | 2                 | 0                 | 0                 | 0                 | 33       | 9      | 1           | 0          |
| S. Schmidt       | 13                | 0                 | 0                 | 0                 | 0                 | 0                 | 0                 | 0                 | 13       | 0      | 0           | 0          |
| C. Sträßer       | 27                | 1                 | 2                 | 0                 | 2                 | 0                 | 0                 | 0                 | 29       | 1      | 2           | 0          |
| R. Trehkopf      | 34                | 1                 | 3                 | 0                 | 2                 | 0                 | 0                 | 0                 | 36       | 1      | 3           | 0          |
| S. Tüting        | 17                | 2                 | 0                 | 0                 | 0                 | 0                 | 0                 | 0                 | 17       | 2      | 0           | 0          |
| K. Vietz         | 0                 | 0                 | 0                 | 0                 | 0                 | 0                 | 0                 | 0                 | 0        | 0      | 0           | 0          |
| M. Wilke         | 27                | 3                 | 4                 | 0                 | 2                 | 0                 | 0                 | 0                 | 29       | 3      | 4           | 0          |